# Радочело
Радочело е планина в Сърбия, част от планинския масив, намиращ се вляво по поречието на река Ибър. Етимологията на планината най-вероятно произлиза от името на челника известен като Райко от Расина и Раде Облако, който в началото на 15 век контролирал района на Расина, ведно с този участък по поречието на Ибър – от крепостта Козник. 
Билото на планината е разположено в североизток-югозапад, като в края си се извива на югоизток. Западно и северно от планината протича ибърския ляв приток Студеница на който е разположен едноименния манастир Студеница. Планината е средновисока, като най-високите ѝ точки са Кривачу (1643 m) на северозапад и Върхове на югозапад (1533 m).
Радочело е покрита с гори.